# Haidergarh
Haidergarh es un pueblo y nagar Panchayat situado en el distrito de Barabanki en el estado de Uttar Pradesh (India). Su población es de 17200 habitantes (2011). Se encuentra a 55 km de Lucknow, la capital del estado.

## Demografía
Según el  censo de 2011 la población de Haidergarh era de 17200 habitantes, de los cuales el 53% eran hombres y el 47% eran mujeres. Haidergarh tiene una tasa media de alfabetización del 58%, inferior a la media nacional del 59,5%: la alfabetización masculina es del 64%, y la alfabetización femenina del 51%.